# Бернардо Кучински
Бернардо Кучински (Bernardo Kucinski) е бразилски писател от полско-еврейски произход станал известен с романите си за времето от военната диктатура в Бразилия. Най-новият му роман „К“ го издига в лигата на най-четените бразилски писатели.

## Биография
През 1968 г. завършва физика в Университета на Сао Пауло. Въпреки образованието си се насочва към журналистиката с помощта на своя приятел Раймундо Перейра. По време на военния режим, в периода 1971-1974 г., се премества в Лондон, Англия. Там е продуцент и водещ на Би Би Си, и кореспондент на вестник "Opinião" и "Gazeta Mercantil".
Завръщайки се в Бразилия през 1974 г., Kucinski участва в основаването на алтернативни вестници като Em Movimento и Tempo.
През 1986 г. започва работа в USP училище по комуникации и изкуства. През 1991 г. той получава докторска степен по журналистика от Университета на Сао Пауло, с дисертация за алтернативни медии в Бразилия между 1964 и 1980 година. Удостоен е с наградата Jabuti за литература през 1997 г. по икономика, мениджмънт, бизнес и право.

## Произведения
- Pau de Arara, La Violence Militaire au Brezil (1971)
- Fome de Lucros (1977)
- Brazil sate and struggle (1982)
- A ditadura da divida (1987)
- The debt squads (1988)
- Jornalistas e Revolucionarios (1991)
- O que são Multinacionais (1991)
- Brazil Carnival of the opressed (1995)
- Jornalismo econômico (1996)
- A síndrome da antena parabolica (1998)
- Cartas acidas da Campanha do Lula de 1998 (2000)
- Lula and the workers party in Brazil (2003)
- Jornalismo na era virtual (2005)
- K. (2011)